# Beuzeville-au-Plain
Beuzeville-au-Plain is een plaats en voormalige gemeente in het Franse departement Manche in de regio Normandië en telt 48 inwoners (2009).
De plaats maakt deel uit van het arrondissement Cherbourg-Octeville en is op 1 januari 2016 opgegaan in de gemeente Sainte-Mère-Église.

## Geografie
De oppervlakte van Beuzeville-au-Plain bedraagt 2,1 km², de bevolkingsdichtheid is dus 22,9 inwoners per km².
De onderstaande kaart toont de ligging van Beuzeville-au-Plain met de belangrijkste infrastructuur en aangrenzende gemeenten.

## Demografie
Onderstaande figuur toont het verloop van het inwonertal (bron: INSEE-tellingen).

Beuzeville-au-Plain · Carquebut · Chef-du-Pont · Écoquenéauville · Foucarville · Ravenoville · Sainte-Mère-Église